# Burnett and Rutherford
Burnett and Rutherford waren ein US-amerikanisches Old-Time-Duo aus Kentucky. Sie gehörten zu den ersten ländlichen Musikern aus Kentucky, die auf Schallplatte aufgenommen wurden.

## Geschichte
Dick Burnett wurde 1883 in Elk Spring Valley nahe Monticello, Kentucky, geboren. Mit sieben Jahren begann er, Dulcimer zu spielen und erlernte später Banjo, Fiddle, Gitarre, Mundharmonika, Akkordeon und weitere Instrumente – insgesamt konnte Burnett 13 verschiedene Instrumente spielen. Er und seine acht Geschwister hatten ihre Eltern verloren, als Burnett 12 Jahre alt war. Mit 24 Jahren – er hatte bereits Frau und Kind und arbeitete in verschiedenen handwerklichen Berufen – schoss ihm ein Räuber auf dem Heimweg ins Gesicht. Obwohl Burnetts Freunde ihn schnellstmöglich ins nächste Krankenhaus brachte, verlor er sein Augenlicht. Da er als Blinder keine Chancen hatte, mit einem gewöhnlichen Beruf Geld zu verdienen, entschloss Burnett sich, als Musiker zu arbeiten. Er reiste zu Fuß oder mit dem Zug durch die umliegenden Gemeinden und spielte unter anderem auf Veranstaltungen, an Straßenecken und auf öffentlichen Plätzen, wodurch er sich bald eine gewisse Popularität verschaffte.
Zudem sammelte er traditionelle Balladen, die er auf seinen Reisen oft von anderen Musikern erlernte. Musik und Text schrieb er in Büchern nieder und nahm sie in sein Repertoire auf. 1913 fügte er seine bekanntesten Songs (The Lost Ship, The C&O Railroad, The Reckless Hobo, The Song of the Orphan und den Farewell Song) seiner Sammlung hinzu. Die beiden letzten Titel waren autobiografische Werke und der Farewell Song, heute besser bekannt als Man of Constant Sorrow, wurde später unter anderem von Emry Arthur, den Stanley Brothers, Bob Dylan und weiteren aufgenommen.
1914 lernte Burnett den 14-jährigen Leonard Rutherford kennen, der sich dem blinden Musiker anschloss. Burnett brachte Rutherford bei, Fiddle zu spielen und schnell baute sich das Duo auch außerhalb Kentuckys eine Gefolgschaft auf. „There isn’t a town this side of Nashville, from Cincinnati to Chattanooga, that’s any size, what we been in“, erinnerte sich Dick Burnett später an diese Zeit. Sie spielten eine traditionelle Technik aus Kentucky, die dort bereits im vorherigen Jahrhundert von den Musikern angewandt worden war und bis in die 1970er-Jahre in Kentucky weit verbreitet war. Dieser „unison style“ zeichnete sich dadurch aus, dass jede Note exakt gespielt wurde. Fiddle und Banjo bzw. Fiddle und Gitarre spielten beide die Melodie und somit auch genau die gleichen Noten. Im Gegensatz dazu verwendeten Old-Time-Musiker aus Georgia das Banjo eher als Rhythmusinstrument (wie bspw. Fate Norris) oder die Gitarre als Bassbegleitung (wie bspw. Riley Puckett).
Als sie 1926 im Blue Bonnet Coal Camp, einer Minensiedlung, auftraten, sah sie ein Plattenverkäufer, der danach Frank Walker von Columbia Records kontaktierte. Walker war Leiter Old Familiar Tunes, Columbias Abteilung für Old-Time Music, und Anfang November erhielten Burnett und Rutherford eine Einladung von Columbia. Walker bemerkte sofort, dass das Duo ausgezeichnete Musiker waren und am 6. November 1926 fand in Atlanta, Georgia, fand ihre erste Session statt, bei der sechs Stücke eingespielt wurden. Die meisten dieser Songs waren, wie zum Beispiel Pearl Bryan oder Lost John, traditioneller Herkunft. Veröffentlicht Anfang 1927 wurden alle Platten zu Erfolgen. Bis 1930 wurden von Lost John / I’ll Be with You When the Roses Bloom Again ungefähr 37.600 Exemplare verkauft, von Little Stream of Whiskey mit 33.000 annähernd genauso viele. Hatte Burnett vorher auf den Reisen seine kleinen Liederbücher verkauft, so bot er seinem Publikum nun die Platten an.
Für Columbia wurden zwei weitere Aufnahmesessions eingespielt, nach einem Streit über die sogenannten Royalties wechselten Burnett und Rutherford zum kleineren Label Gennett Records aus Richmond, Indiana. Insgesamt kamen zwischen 1926 und 1930 über 50 Stücke zusammen, zumeist in der traditionellen Fiddle-Banjo-Konstellation. Von Zeit zu Zeit arbeiteten sie im Studio auch mit anderen Musikern zusammen. Burnett spielte auch mit Oscar Ruttledge einige Stücke ein und Rutherford nutzte John Foster als Gitarristen.
Doch 1930 hatte sich die Wirtschaftslage in den Vereinigten Staaten stark geändert. Die Weltwirtschaftskrise machte auch vor der Musikindustrie nicht halt und die Platten des Duos verkauften sich nun schlecht, sodass ihre Plattenkarriere vorüber war. Sie reisten aber weiterhin durch den Süden der USA, spielten auf Barn Dances und machten in den 1930er- und 1940er-Jahren einige Radioauftritte bei WLW in Cincinnati und im Renfro Valley Barn Dance. Leonard Rutherford wurde jedoch alkoholkrank und starb 1951 an den Folgen seiner Sucht. Dick Burnett hingegen lebte bis zu seinem Tode in Monticello und fertigte Stühle. In den 1960er- und 1970er-Jahren wurde er von Historikern und Folkloristen mehrmals interviewt. Er starb im Januar 1977.

## Diskografie
Diskografie ist nicht vollständig.
| Jahr                  | Titel                                                    | #       | Anmerkungen                        |
| --------------------- | -------------------------------------------------------- | ------- | ---------------------------------- |
| Veröffentlichte Titel |                                                          |         |                                    |
| Columbia Records      |                                                          |         |                                    |
| 1927                  | Weeping Willow Tree / Pearl Bryan                        | 15113-D |                                    |
| 1927                  | Lost John / I’ll Be with You When the Roses Bloom Again  | 15122-D |                                    |
| 1927                  | Little Stream of Whiskey / Short Life of Trouble         | 15133-D |                                    |
| 1927                  | Are You Happy or Lonesome / My Sweetheart in Tennessee   | 15187-D |                                    |
| 1927                  | Ladies on a Steamboat / Billy in the Low Ground          | 15209-D |                                    |
| 1928                  | Curly Headed Woman / Ramblin’ Reckless Hobo              | 15240-D |                                    |
| 1928                  | Willie Moore / All Night Long Blues                      | 15314-D |                                    |
|                       | Sleeping Lulu / Blackberry Blossoms                      | 15567-D | Dick Burnett mit Oscar Ruttledge   |
| Brunswick Records     |                                                          |         |                                    |
|                       | Six Months Ain’t Long / The Cabin with Roses on the Door | 490     | Leonard Rutherford mit John Foster |
|                       | My Boyhood Happy Days / The Faithful Lovers              | 581     | Leonard Rutherford mit John Foster |